# Patricia Cornwell
Patricia Cornwell, nacida como Patricia Carroll Daniels (Miami, Florida, 9 de junio de 1956) es una escritora de misterio estadounidense, conocida principalmente por su serie de novelas protagonizadas por la médica forense Kay Scarpetta.

## Biografía
Descendiente de la escritora abolicionista Harriet Beecher Stowe, Cornwell nació en Miami, Florida. Cornwell dice que existen muchas similitudes entre ella y el personaje principal de sus novelas, Kay Scarpetta. Ambas nacieron en Miami, se divorciaron, y tuvieron relaciones difíciles con sus padres ya fallecidos.
El padre de Cornwell, Sam Daniels, era uno de los abogados de apelación más importantes de Estados Unidos, y trabajó como secretario del juez del Tribunal Supremo Hugo Black. Según Cornwell, las huellas de sus motivaciones en su vida surgen del abuso emocional que sufrió a manos de su padre, quien abandonó a su familia el día de Navidad de 1961.

Estaba en su lecho de muerte. Sabíamos que sería la última vez que nos veríamos; cogió la mano de mi hermano y murmuró 'Te quiero', pero a mí no me tocó en ningún momento. Todo lo que hizo fue escribirme en una hoja '¿Cómo va el trabajo?

En 1961, la familia de Cornwell se mudó a Montreat, Carolina del Norte, donde su madre fue hospitalizada a causa de una depresión clínica, y los niños fueron colocados bajo la tutela del estado. A finales de su adolescencia, según confesó Cornwell, era anoréxica y sufría depresión. La mujer de Billy Graham, Ruth Bell, animó a Cornwell a escribir.
Corwell asistió originariamente al King College de Bristol, Tennessee y se cambió más tarde al Davidson College, en el pueblo del mismo nombre en Carolina del Norte. A poco de licenciarse en filología inglesa se casó con uno de sus profesores de inglés, Charles Cornwell, que tenía 17 años más que ella. Charles Cornwell abandonó su carrera como profesor para convertirse en predicador, y Patricia comenzó a escribir una biografía de Ruth Bell.
En 1979, Cornwell empezó a trabajar como reportera para el The Charlotte Observer y pronto pasó a cubrir las noticias sobre crímenes. Su biografía sobre Ruth Bell, A Time for Remembering (retitulado Ruth, A Portrait: The Story of Ruth Bell Graham en ediciones posteriores), se publicó en 1983. En 1984, aceptó un puesto en la oficina del médico forense jefe (Chief Medical Examiner) de Virginia. Trabajó durante seis años allí, primero como escritora técnica y luego como analista informática. También se ofreció como voluntaria para trabajar con el departamento de policía de Richmond. En 1989, Cornwell se divorció.
En la década de los ochenta Cornwell escribió tres novelas que, según ella, fueron rechazadas antes de ser publicadas, pero en 1991 tuvo uno de sus mayores éxitos, Post mórtem.
En 2011 obtuvo el V Premio RBA de Novela Policiaca por su obra Niebla roja (Red Mist), protagonizada por la médica forense Kay Scarpetta.

## Vida personal
En noviembre de 2007, The Daily Telegraph publicó una entrevista centrada mayoritariamente en su historia e identidad lésbica, incluyendo su matrimonio con Staci Ann Gruber. En una entrevista en abril de 2008 sobre cómo la vida de Cornwell ha influido en su obra, en The Times, se habló también del matrimonio de Cornwell y Gruber en Massachusetts. Una entrevista de 2008 en The Advocate muestra cómo Billie Jean King ayudó a Cornwell a manejar cómo hablar de su sexualidad de manera pública. En la entrevista, dice que cumplir los cincuenta le hizo darse cuenta de la importancia de defender públicamente los derechos de igualdad.

## Obras

### Ficción

#### Serie de Kay Scarpetta
1. Post mórtem (Postmortem, 1990), Ediciones B
2. El cuerpo del delito (Body of Evidence, 1991), Ediciones B
3. La jota de corazones (All That Remains, 1992), Ediciones B
4. Cruel y extraño (Cruel and Unusual, 1993), Ediciones B
5. La granja de cuerpos (The Body Farm, 1994), Ediciones B
6. Una muerte sin nombre (From Potter's Field, 1995), Ediciones B
7. Causa de muerte (Cause of Death, 1996) , Ediciones B
8. Un ambiente extraño (Unnatural Exposure, 1997), Ediciones B
9. Punto de partida (Point of Origin, 1998), Ediciones B
10. Identidad desconocida (Black Notice, 1999), Ediciones B
11. El último reducto (The Last Precinct, 2000), Ediciones B
12. La mosca de la muerte (Blow Fly, 2003), Ediciones B
13. La huella (Trace, 2004), Ediciones B y RBA Serie Negra
14. Predator (Predator, 2005), Ediciones B y RBA Serie Negra
15. El libro de los muertos (Book of the Dead, 2007), Ediciones B
16. Scarpetta (Scarpetta, 2008), Ediciones B
17. El factor Scarpetta (The Scarpetta Factor, 2009), Ediciones B
18. Port Mortuary (Port Mortuary, 2010), RBA Serie Negra
19. Niebla roja (Red Mist, 2011), RBA Serie Negra, Premio RBA de Novela Policiaca
20. Cama de huesos (The Bone Bed, 2012), RBA Serie Negra
21. Polvo (Dust, 2013), Ediciones B
22. La marca de la sangre (Flesh and Blood, 2014), Ediciones B
23. Inhumano (Depraved Heart , 2015), Publicará Ediciones B en octubre de 2017
24. Caos (Chaos, 2016), Ediciones B, en octubre del 2024
25. Autopsy (Autopsy, 2021), no publicada en español
26. Livid, en programa para octubre de 2022

#### Serie de Andy Brazil & Judy Hammer
1. El avispero (Hornet's Nest, 1997), Ediciones B y RBA Serie Negra
2. La cruz del Sur (Southern Cross, 1999), Ediciones B
3. La isla de los perros (Isle of Dogs, 2001), Ediciones B

#### Serie de At Risk / Win Garano
1. ADN asesino (At Risk, 2006), originalmente una serie para The New York Times, Ediciones B
2. El frente (The Front, 2008), Ediciones B

#### Serie del Capitán Calli Chase
1. Quantum (2019), no publicada en español
2. Spin (2020), no publicada en español

#### Libro infantil
- Life's Little Fable (1999)

### No ficción
- A Time for Remembering (1983, retitulada como Ruth, A Portrait: The Story of Ruth Bell Graham en 1997), biografía de Ruth Graham, esposa del pastor evangelista Billy Graham.
- Scarpetta's Winter Table (1998), libro de recetas de cocina de las novelas de Kay Scarpetta.
- Food to Die For: Secrets from Kay Scarpetta's Kitchen (2002), libro de recetas de cocina de las novelas de Kay Scarpetta.
- Retrato de un asesino: Jack el Destripador. Caso cerrado (Portrait of a Killer: Jack the Ripper - Case Closed, 2002). Afirma que Jack el Destripador era el pintor impresionista Walter Richard Sickert, Ediciones B.

### Compilaciones
- The First Scarpetta Collection. Postmortem and Body of Evidence (1995)
- A Scarpetta Omnibus: Postmortem, Body of Evidence, All that Remains (2000)
- A Second Scarpetta Omnibus: Cruel and Unusual, The Body Farm, From Potter's Field (2000)
- A Third Scarpetta Omnibus: Cause of Death, Unnatural Exposure & Point of Origin (2002)
- The Scarpetta Collection Volume 1: Postmortem and Body of Evidence (2003)
- The Scarpetta Collection Volume 2: All that Remains and Cruel and Unusual (2003)

## Premios
- Medalla de Oro del Premio de la Asociación de Editores Cristianos Evangélicos 1985 en la categoría Biografía por A Time for Remembering
- CWA New Blood Dagger (o John Creasey Memorial Award; premio de la Asociación de Escritores de Novela Negra /CWA/) por Postmortem
- Premio Edgar de Opera Prima 1991 por Postmortem
- Premio Anthony de Opera Prima 1991 por Postmortem
- Premio Macavity a la mejor primera novela de misterio 1991 por Postmortem
- Prix du Roman d'Adventures 1992 por Postmortem
- Premio Gold Dagger 1993 de la CWA (Asociación de Escritores de Novela Negra) por Cruel and Unusual
- Premio Sherlock al Mejor Detective 1999 por el personaje de Kay Scarpetta
- British Book Awards Crime Thriller of the Year 2008 por Book of the Dead
- V Premio RBA de Novela Policiaca en 2011 por Red Mist (Niebla roja)